# キレネ (小惑星)
キレネ またはキレーネ (133 Cyrene) は、小惑星帯に位置する比較的大きくて明るいS型小惑星の一つ。
1873年8月16日にアメリカ合衆国の天文学者、ジェームズ・クレイグ・ワトソンによってミシガン州アナーバーで発見された。ギリシア神話に登場するアポロンに愛されたニュンペー、キューレーネー (Kyrene) にちなんで命名された。
2007年10月に盛岡市で掩蔽が観測された。